# Сольвеєвський конгрес

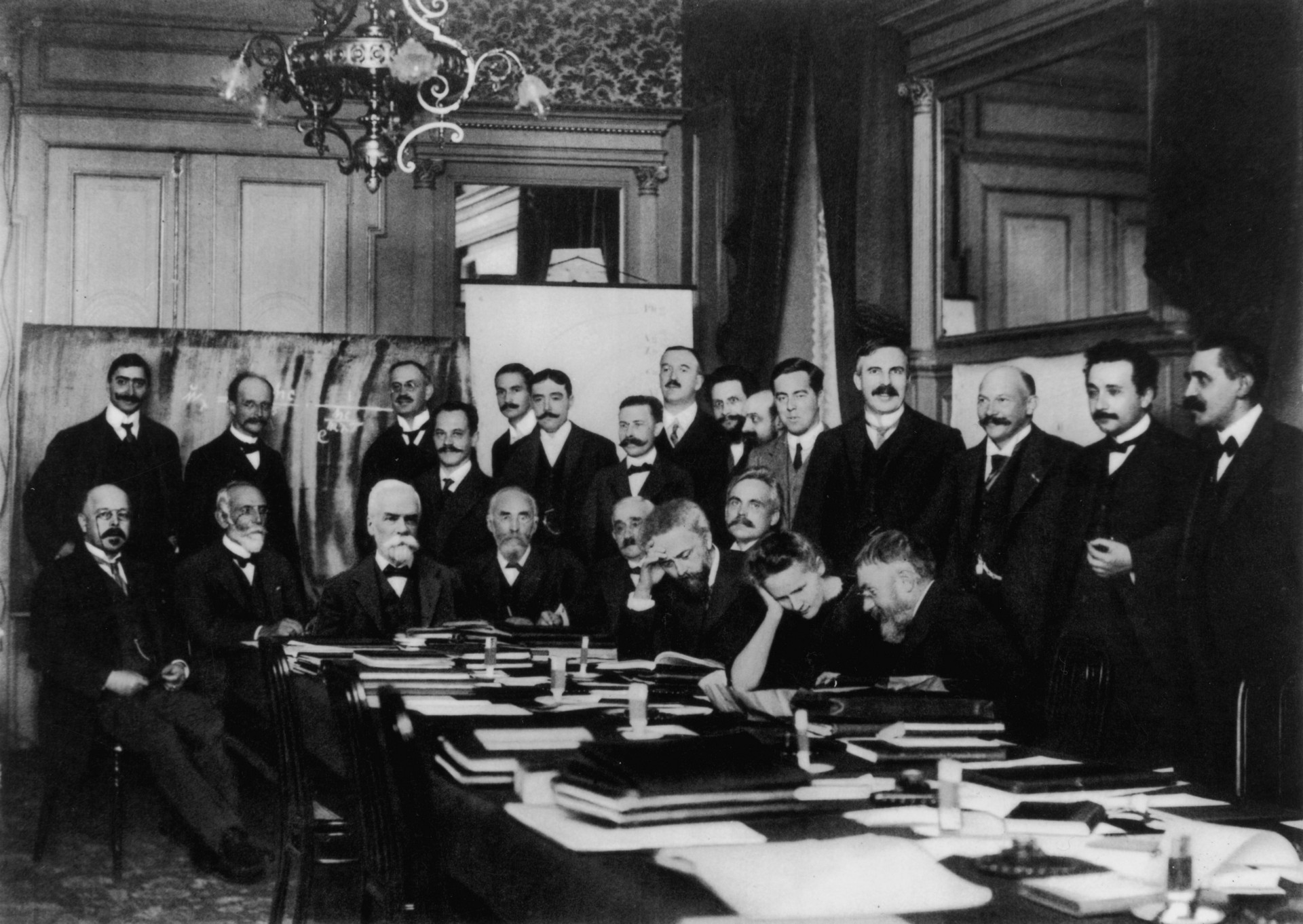
Світлина першої конференції у 1911. Готель Метрополь, Брюссель.
Сидять (зліва направо): В. Нернст, М. Бріллюен, Е. Сольве, Г. Лоренц, Е. Варбург, Ж. Перрен, В. Він, М. Кюрі і А. Пуанкаре.
Стоять (зліва направо): Р. Ґольдшмідт, М. Планк, Г. Рубенс, A. Зоммерфельд, Ф. Ліндеманн, М. де Бройль, Мартін Кнудсен, Ф. Газенерль, Ж. Гостелет, E. Герцен, Дж. Г. Джинс, E. Резерфорд, Г. Камерлінг Оннес, A. Ейнштейн і П. Ланжевен.

Міжнародний Сольвеєвський Інститут фізики та хімії, розташований у місті Брюссель, був заснований бельгійським промисловцем Ернестом Сольве у 1912 році після історичної «закритої» конференції 1911 року, що вважається поворотним моментом у світовій фізиці. Інститут координує конференції, семінари тощо.
Після початкового успіху 1911 року Сольвеєвський Конгрес (фр. Conseils Solvay) був присвячений видатним нерозв'язаним проблемам фізики і хімії. Звичайний розклад заходу — раз на три роки, але бувають і більші паузи.

## Видатні Сольвеєвські Конгреси

### Перший Конгрес
Гендрік Лоренц був головою Першого Сольвеєвського Конгресу, який проводився в Брюсселі з 30 жовтня по 3 листопада 1911 року. Тема конгресу - Радіація і кванти - розкривалася у двох напрямках: класичної фізики та квантової теорії. Альберт Ейнштейн був другим за молодістю присутнім фізиком (наймолодшим був Фредерік Ліндеманн). Інші члени Конгресу включали такі постаті, як Марія Склодовська-Кюрі і Анрі Пуанкаре (див. зображення списку учасників).

### Третій Конгрес
Третій Сольвеєвський Конгрес відбувся у квітні 1921, невдовзі по завершенню Першої світової війни. Більшість німецьких науковців не були запрошені. На знак протесту Альберт Ейнштейн, що сам був громадянином і прихильником нової Веймарської республіки, відхилив запрошення. Однак, насправді причиною відсутності Ейнштейна було те, що він прийняв запрошення Хаїма Вейцмана на подорож Сполученими Штатами.

### П'ятий Конгрес

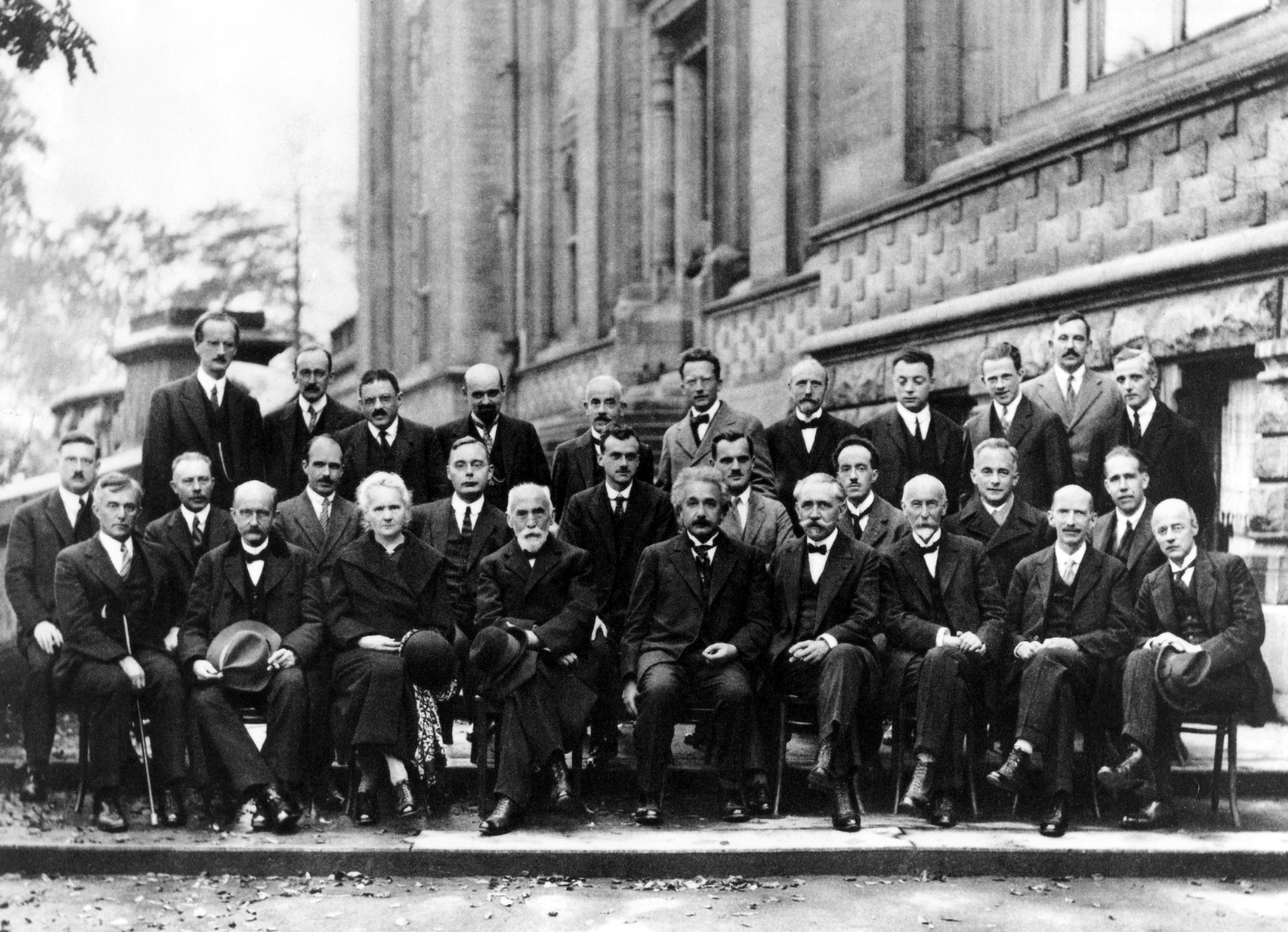
Учасники п'ятого конгресу, 1927. Institut International de Physique Solvay у Леопольд-Парк.
О. Піккар, Е. Анріо, П. Еренфест, E. Герцен, T. де Дондер, E. Шредінгер, Ж.-Е. Фершафельт, В. Паулі, В. Гейзенберг, Ральф Фаулер, Л. Бріллюен;
П. Дебай, M. Кнудсен, В. Л. Брегг, Г. Крамерс, П. Дірак, A. Комптон, Л. Бройль, М. Борн, Н. Бор;
І. Ленгмюр, M. Планк, М. Кюрі, Г. Лоренц, A. Ейнштейн, П. Ланжевен, Ш. Е. Ґюі, Ч. Т. Р. Вільсон, О. В. Річардсон.

Мабуть найвідомішим був П'ятий Сольвеєвський Конгрес із темою Електрони та Фотони, проведений з 24 по 29 жовтня 1927, де зустрілись найвидатніші фізики, щоб обговорити нещодавно сформульовану квантову теорію. Провідними особами були Альберт Ейнштейн та Нільс Бор. 17 з 29 учасників були чи згодом стали лауреатами Нобелівської премії, включаючи Марію Кюрі, яка єдина серед них мала дві Нобелівські премії з двох різних наук: фізики й хімії.

## Сольвеєвські Конгреси з Фізики
| №  | Рік  | Назва                                                                          | Переклад                                                                  | Голова                         |
| -- | ---- | ------------------------------------------------------------------------------ | ------------------------------------------------------------------------- | ------------------------------ |
| 1  | 1911 | La théorie du rayonnement et les quanta                                        | Теорія випромінення і кванти                                              | Гендрік Антон Лоренц (Лейден)  |
| 2  | 1913 | La structure de la matière                                                     | Структура матерії                                                         | Гендрік Антон Лоренц (Лейден)  |
| 3  | 1921 | Atomes et électrons                                                            | Атоми та електрони                                                        | Гендрік Антон Лоренц (Лейден)  |
| 4  | 1924 | Conductibilité électrique des métaux et problèmes connexes                     | Електрична провідність металів та пов'язані проблеми                      | Гендрік Антон Лоренц (Лейден)  |
| 5  | 1927 | Electrons et photons                                                           | Електрони і фотони                                                        | Гендрік Антон Лоренц (Лейден)  |
| 6  | 1930 | Le magnétisme                                                                  | Магнетизм                                                                 | Поль Ланжевен (Париж)          |
| 7  | 1933 | Structure et propriétés des noyaux atomiques                                   | Структура і властивості атомних ядер                                      | Поль Ланжевен (Париж)          |
| 8  | 1948 | Les particules élémentaires                                                    | Елементарні частинки                                                      | Вільям Лоренс Брегг (Кембрідж) |
| 9  | 1951 | L'état solide                                                                  | Твердий стан                                                              | Вільям Лоренс Брегг (Кембрідж) |
| 10 | 1954 | Les électrons dans les métaux                                                  | Електрони в металах                                                       | Вільям Лоренс Брегг (Кембрідж) |
| 11 | 1958 | La structure et l'évolution de l'univers                                       | Структура та еволюція всесвіту                                            | Вільям Лоренс Брегг (Кембрідж) |
| 12 | 1961 | La théorie quantique des champs                                                | Квантова теорія поля                                                      | Вільям Лоренс Брегг (Кембрідж) |
| 13 | 1964 | The Structure and Evolution of Galaxies                                        | Структура та еволюція галактик                                            | Роберт Оппенгеймер (Прінстон)  |
| 14 | 1967 | Fundamental Problems in Elementary Particle Physics                            | Фундаментальні проблеми фізики елементарних частинок                      | Крістіан Меллер (Копенгаґен)   |
| 15 | 1970 | Symmetry Properties of Nuclei                                                  | Симетричні властивості ядер                                               | Едоардо Амальді (Рим)          |
| 16 | 1973 | Astrophysics and Gravitation                                                   | Астрофізика і гравітація                                                  | Едоардо Амальді (Рим)          |
| 17 | 1978 | Order and Fluctuations in Equilibrium and Nonequilibrium Statistical Mechanics | Порядок і флуктуації у рівноважній та нерівноважній статистичній механіці | Леон ван Хов (Церн)            |
| 18 | 1982 | Higher Energy Physics                                                          | Фізика вищих енергій                                                      | Леон ван Хов (Церн)            |
| 19 | 1987 | Surface Science                                                                | Фізика поверхні                                                           | Ф.В. де Ветте (Остін)          |
| 20 | 1991 | Quantum Optics                                                                 | Квантова оптика                                                           | Paul Mandel (Брюссель)         |
| 21 | 1998 | Dynamical Systems and Irreversibility                                          | Динамічні системи та незворотність                                        | Іоаніс Антоніу (Брюссель)      |
| 22 | 2001 | The Physics of Communication                                                   | Фізика комунікації                                                        | Іоаніс Антоніу (Брюссель)      |
| 23 | 2005 | The Quantum Structure of Space and Time                                        | Квантова структура простору і часу                                        | Девід Гросс (Санта Барбара)    |
| 24 | 2008 | Quantum Theory of Condensed Matter                                             | Квантова теорія конденсованої матерії                                     | Бертран Гальперін (Гарвард)    |
| 25 | 2011 | The theory of the quantum world                                                | Теорія квантового світу                                                   | Девід Гросс (Санта Барбара)    |
| 26 | 2014 | Astrophysics and Cosmology                                                     | Астрофізика і Космологія                                                  | Roger Blandford (Стенфорд)     |
| 27 | 2017 | The physics of living matter: Space, time and information in biology           | Фізика живої матерії: простір, час та інформація в біології               | Боріс Шрайман (Санта Барбара)  |

### Світлини Конгресів з фізики

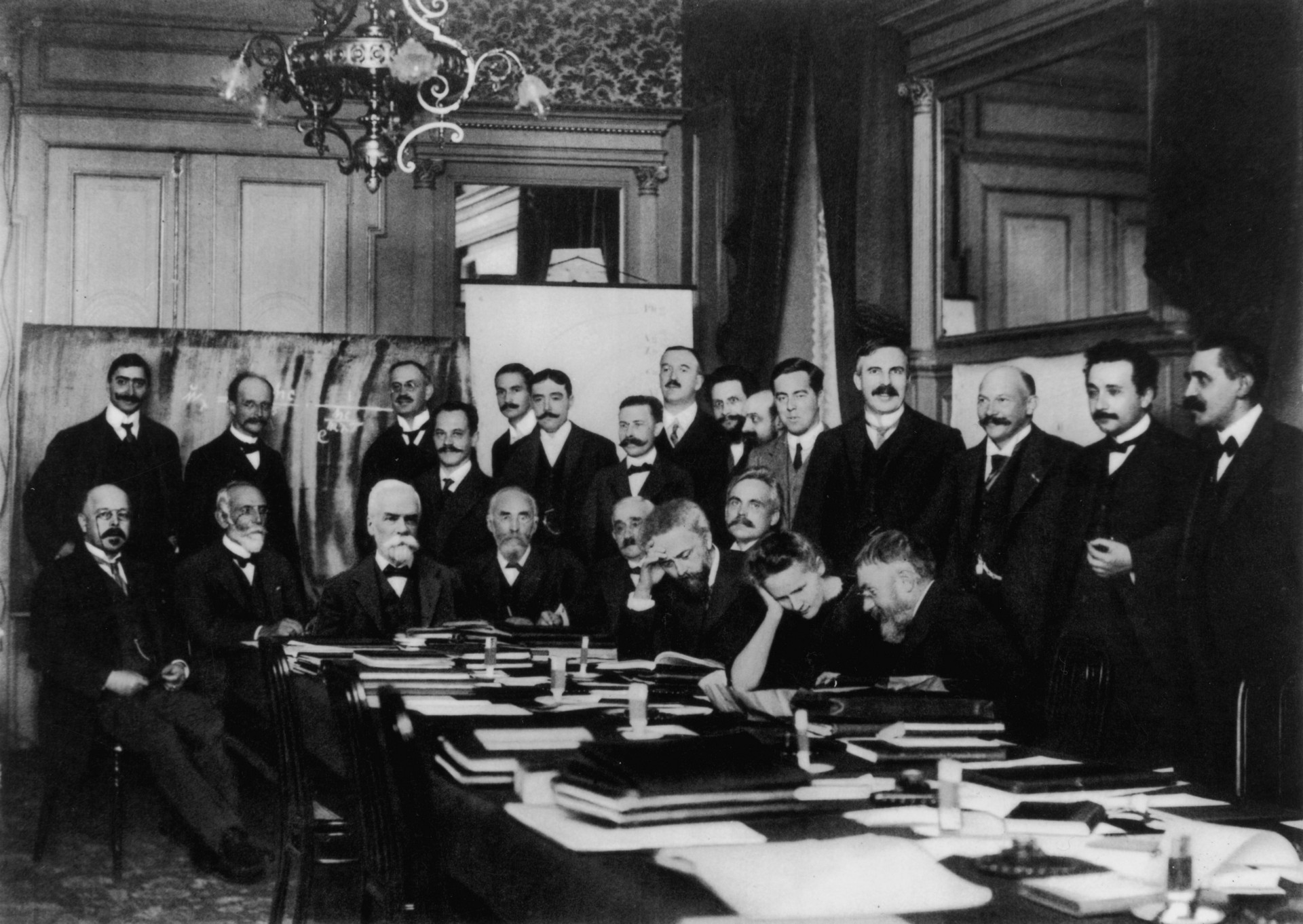
Перший конгрес, 1911
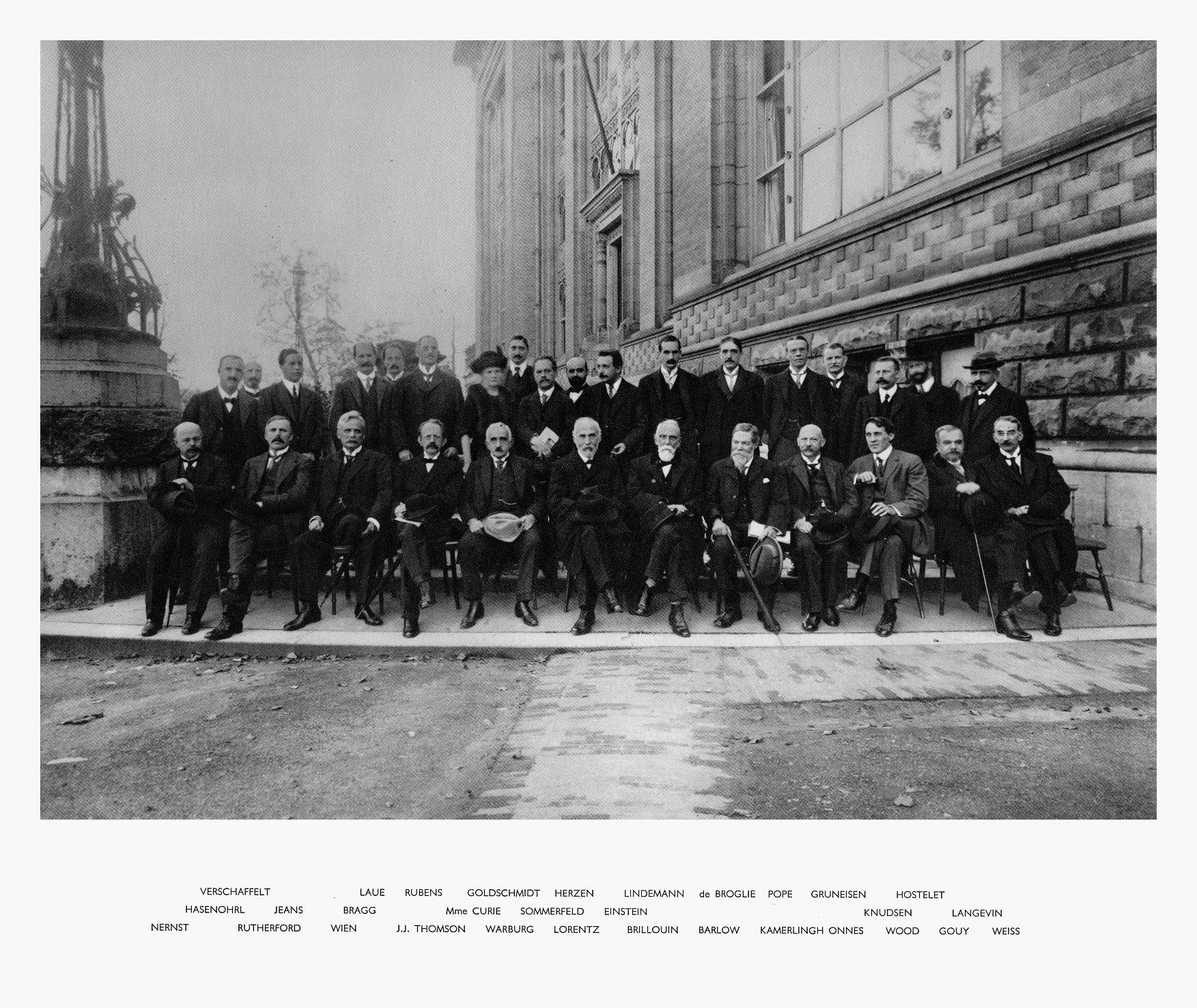
Другий конгрес, 1913
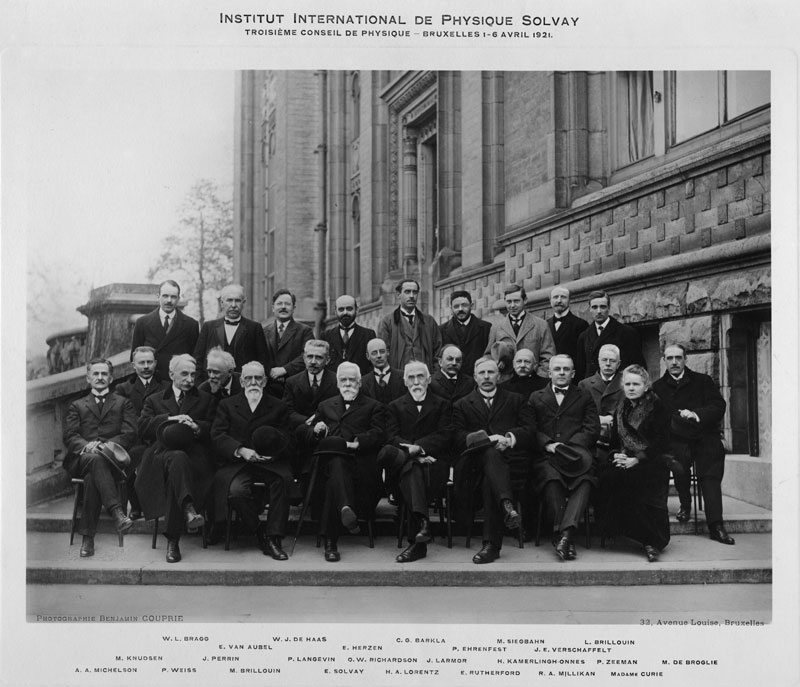
Третій конгрес, 1921
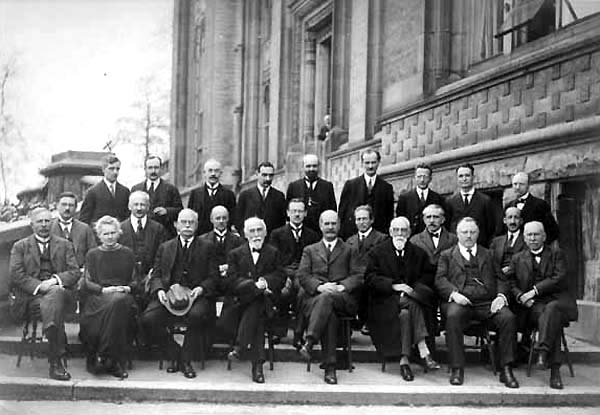
Четвертий конгрес, 1924
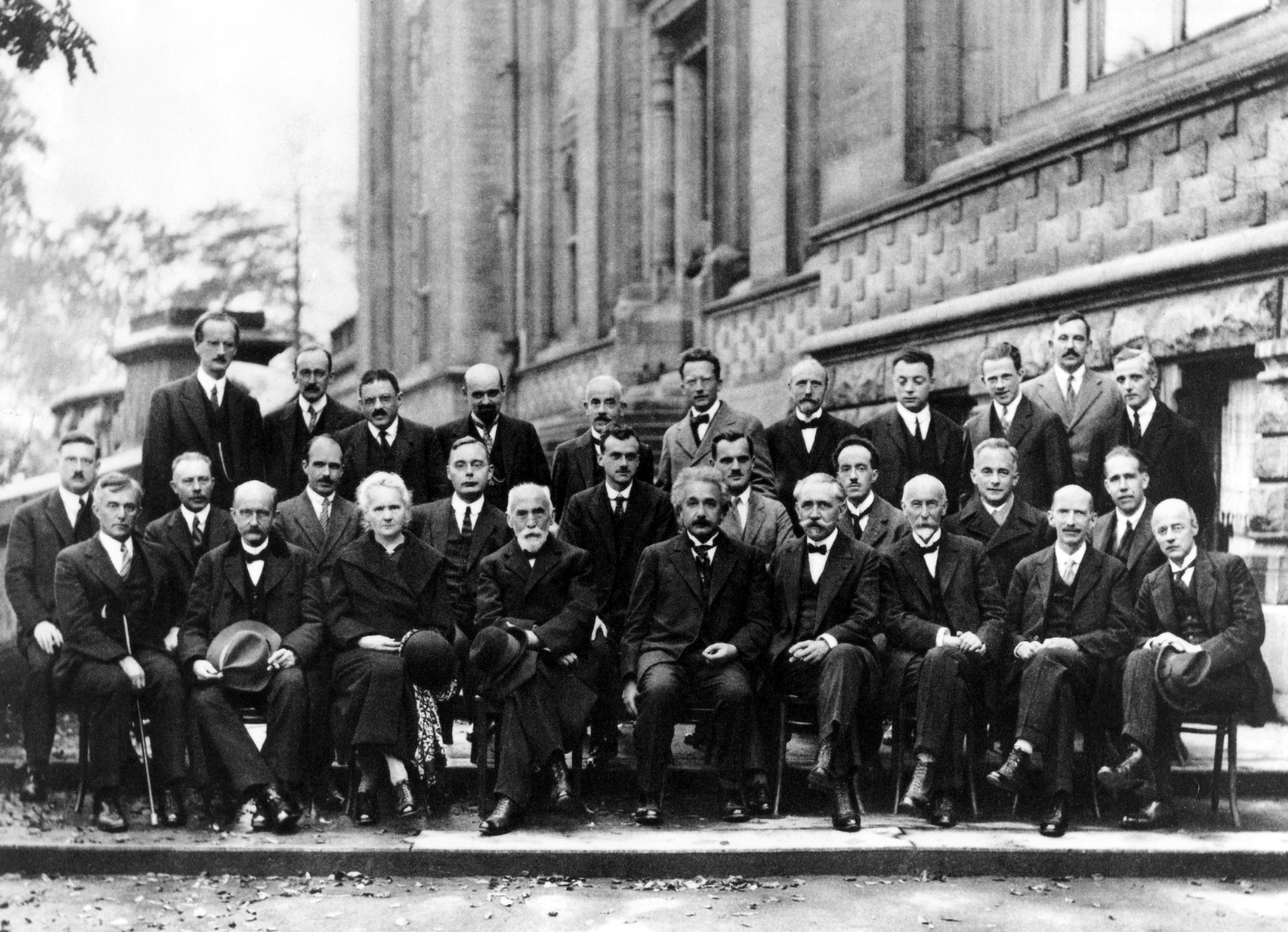
П’ятий конгрес, 1927
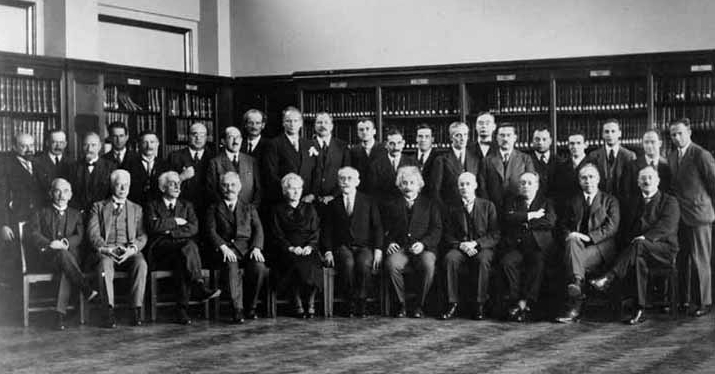
Шостий конгрес, 1930
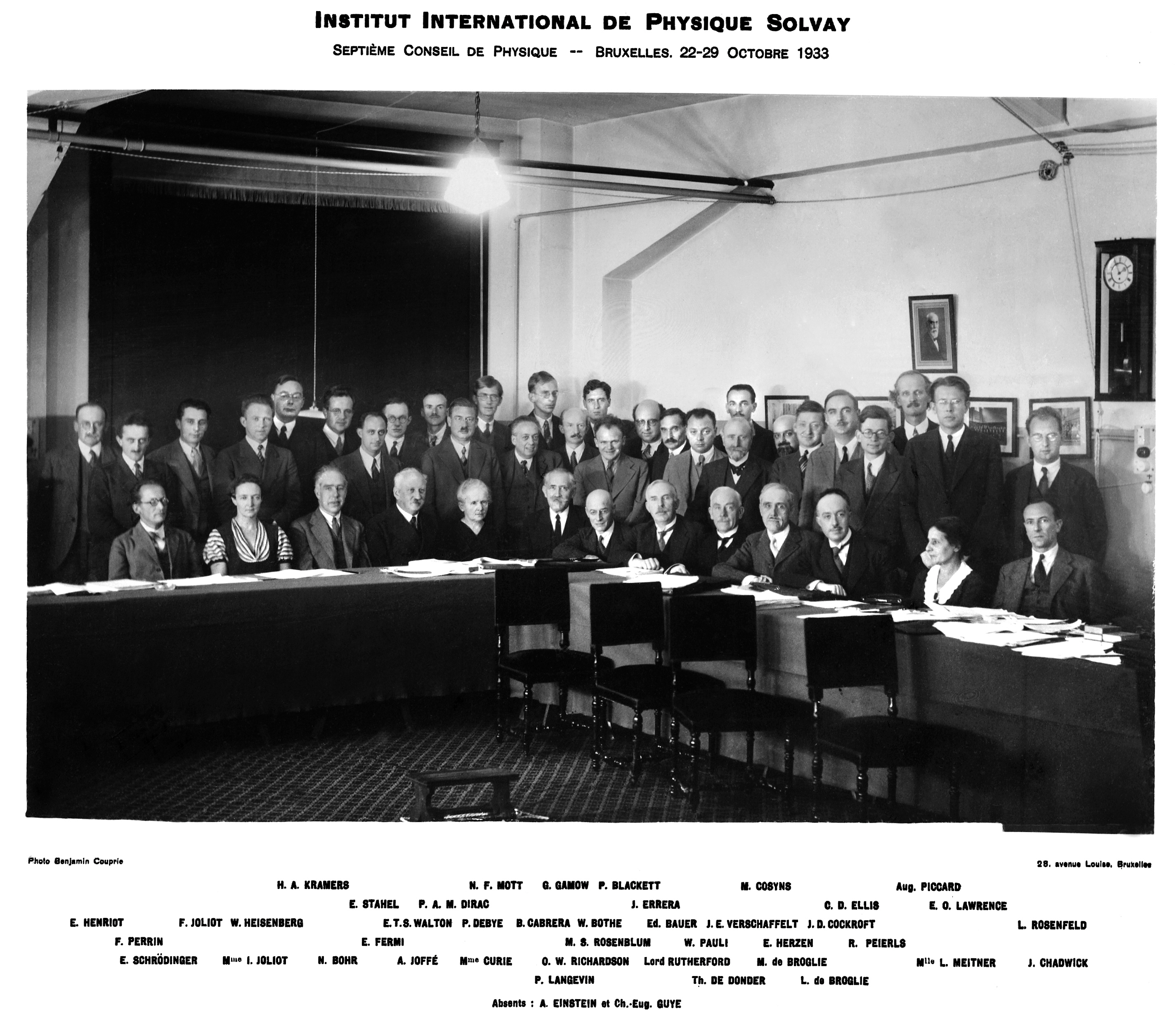
Сьомий конгрес, 1933
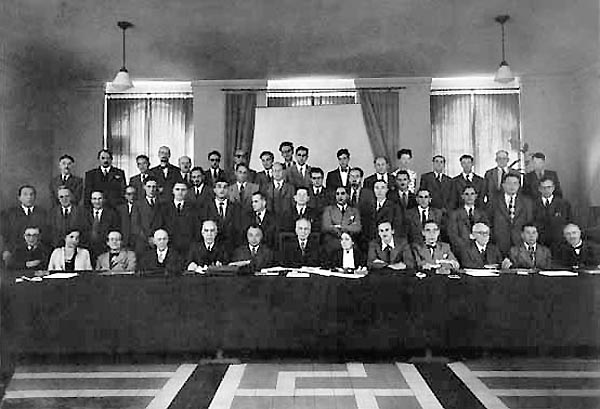
Восьмий конгрес, 1948
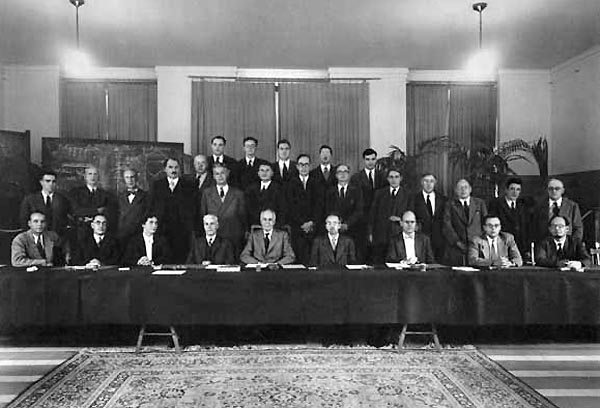
Дев’ятий конгрес, 1951
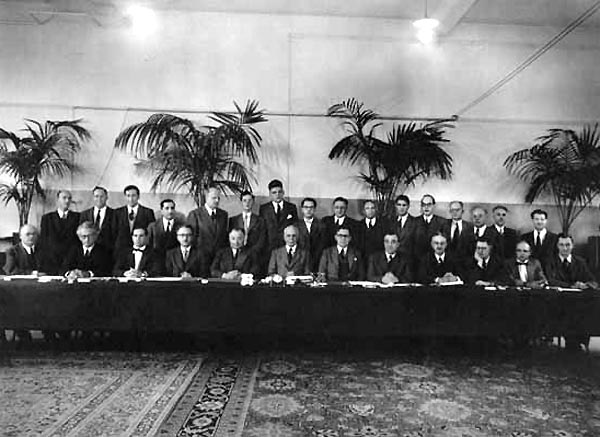
Десятий конгрес, 1954

## Сольвеєвські Конгреси з хімії
| №  | Рік  | Назва                                                                                                | Переклад                                                                            | Голова                                                                     |
| -- | ---- | --- | ----------------------------------------------------------------------------------- | -------------------------------------------------------------------------- |
| 1  | 1922 | Cinq Questions d'Actualité                                                                           | П'ять актуальних питань                                                             | Вільям Джексон Поуп (Кембрідж)                                             |
| 2  | 1925 | Structure et Activité Chimique                                                                       | Структура і хімічна активність                                                      | Вільям Джексон Поуп (Кембрідж)                                             |
| 3  | 1928 | Questions d'Actualité                                                                                | Актуальні питання                                                                   | Вільям Джексон Поуп (Кембрідж)                                             |
| 4  | 1931 | Constitution et Configuration des Molécules Organiques                                               | Конституція і конфігурація органічних молекул                                       | Вільям Джексон Поуп (Кембрідж)                                             |
| 5  | 1934 | L'Oxygène, ses réactions chimiques et biologiques                                                    | Оксиґен, його хімічні та біологічні реакції                                         | Вільям Джексон Поуп (Кембрідж)                                             |
| 6  | 1937 | Les vitamines et les Hormones                                                                        | Вітаміни і гормони                                                                  | Фредерік Свартс (Гент)                                                     |
| 7  | 1947 | Les Isotopes                                                                                         | Ізотопи                                                                             | Пауль Каррер (Цюріх)                                                       |
| 8  | 1950 | Le Mécanisme de l'Oxydation                                                                          | Механізм оксидації                                                                  | Пауль Каррер (Цюріх)                                                       |
| 9  | 1953 | Les Protéines                                                                                        | Протеїни                                                                            | Пауль Каррер (Цюріх)                                                       |
| 10 | 1956 | Quelques Problèmes de Chimie Minérale                                                                | Деякі проблеми неорганічної хімії                                                   | Пауль Каррер (Цюріх)                                                       |
| 11 | 1959 | Les Nucléoprotéines                                                                                  | Нуклеопротеїни                                                                      | Альфред Уббельоде (Лондон)                                                 |
| 12 | 1962 | Transfert d'Energie dans les Gaz                                                                     | Передача енергії в газах                                                            | Альфред Уббельоде (Лондон)                                                 |
| 13 | 1965 | Reactivity of the Photoexcited Organic Molecule                                                      | Реактивність фотозбудженої органічної молекули                                      | Альфред Уббельоде (Лондон)                                                 |
| 14 | 1969 | Phase Transition                                                                                     | Фазовий перехід                                                                     | Альфред Уббельоде (Лондон)                                                 |
| 15 | 1970 | Electrostatic Interactions and Structure of Water                                                    | Електростатична взаємодія і структура води                                          | Альфред Уббельоде (Лондон)                                                 |
| 16 | 1976 | Molecular Movements and Chemical Reactivity as conditioned by Membranes, Enzymes and other Molecules | Молекулярні рухи та хімічна реактивність в умовах мембран, ензимів та інших молекул | Альфред Уббельоде (Лондон)                                                 |
| 17 | 1980 | Aspects of Chemical Evolution                                                                        | Аспекти хімічної еволюції                                                           | Альфред Уббельоде (Лондон)                                                 |
| 18 | 1983 | Design and Synthesis of Organic Molecules Based on Molecular Recognition                             | Архітектура і синтез органічних молекул ґрунтуючись на молекулярному розпізнаванні  | Ефраїм Качальскі (Rehovot) & Владімір Прелог (Zurich)                      |
| 19 | 1987 | Surface Science                                                                                      | Surface Science                                                                     | Ф.В. де Ветте (Остін)                                                      |
| 20 | 1995 | Chemical Reactions and their Control on the Femtosecond Time Scale                                   | Хімічні реакції та контроль за ними до фемтосекунд                                  | П'єр Ґаспар (Брюссель)                                                     |
| 21 | 2007 | From Noncovalent Assemblies to Molecular Machines                                                    | Від нековалентних зборок до молекулярних машин                                      | Жан-П'єр Соваж (Страсбург)                                                 |
| 22 | 2010 | Quantum Effects in Chemistry and Biology                                                             | Квантові ефекти у хімії та біології                                                 | Ґрехем Флеммінґ (Берклі)                                                   |
| 23 | 2013 | New Chemistry and New Opportunities from the Expanding Protein Universe                              | Нова хімія і нові можливості із щодень більшого всесвіту протеїнів                  | Курт Вютріх (ETH Zurich)                                                   |
| 24 | 2016 | Catalysis in Chemistry and Biology                                                                   | Catalysis in Chemistry and Biology                                                  | Курт Вютріх (ETH Zurich) & Роберт Граббс (Caltech, USA)                    |
| 25 | 2019 | Computational Modeling: From Chemistry to Materials to Biology                                       | Комп'ютерне моделювання: від хімії до матеріалів та біології                        | Kurt Wüthrich (ETH Zurich) & Bert Weckhuysen (Utrecht U., The Netherlands) |

### Галерея Конгресів з хімії

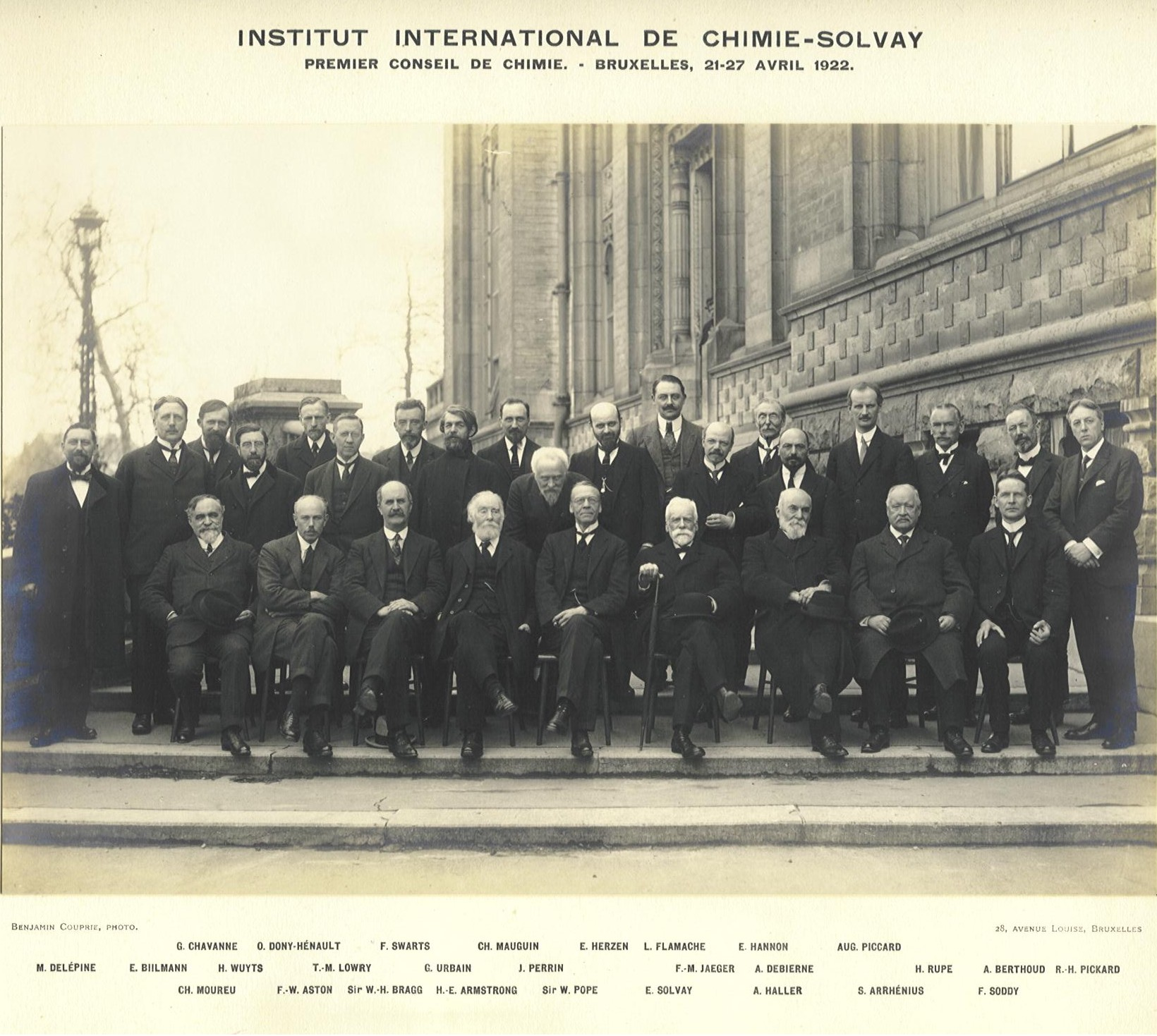
Перший конгрес, 1922

## Читайте далі
- Straumann, N. (2011). On the first Solvay Congress in 1911. European Physical Journal H. arXiv:1109.3785. Bibcode:2011EPJH...36..379S. doi:10.1140/epjh/e2011-20043-9.
- Franklin Lambert & Frits Berends: Vous avez dit: sabbat de sorcières ? La singulière histoire des premiers Conseils Solvay, EDP Sciences — Collection: Sciences et Histoire — octobre 2019
- Frits Berends, Franklin Lambert: paperity.org «Einstein's witches' sabbath: the first Solvay council» [Архівовано 25 вересня 2021 у Wayback Machine.], Europhysics News, 42/5 pp 15–17, 2011